# University of Michigan Press
L'University of Michigan Press è una casa editrice parte del Michigan Publishing e situata presso l'University of Michigan Library.

## Tiratura
Pubblica circa 170 libri ogni anno sulle scienze sociali e umanitarie. Molti di questi hanno ottenuto numerosi riconoscimenti, tra cui il Lambda Literary Award, il PEN/Faulkner Award, il Premio Joe A. Callaway e il Nautilus Book Award. L'azienda ha pubblicato opere di autori che hanno ricevuto il Premio Pulitzer, la Medaglia nazionale delle scienze umane e il Premio Nobel per l'economia.